# Friedenspreis des Deutschen Films – Die Brücke
Der Friedenspreis des Deutschen Films – Die Brücke, bis 2012 Bernhard Wicki Filmpreis – Die Brücke – Der Friedenspreis des deutschen Films, wird jährlich im Frühsommer vom Bernhard Wicki Gedächtnis Fonds e. V. an Filmregisseure aufgrund herausragender filmischer Leistung vergeben. Der Preis wurde gestiftet zur Erinnerung an den im Jahr 2000 verstorbenen schweizerischen Filmregisseur Bernhard Wicki. Die Auszeichnung ist derzeit mit 7.500 Euro dotiert und wird seit 2002 jährlich im Vorfeld des Filmfestes München verliehen.
Der Preis steht unter der Schirmherrschaft des Bayerischen Ministerpräsidenten.
2009 wurde neben dem Preis für den besten Film erstmals der neu gestaltete Schauspielerpreis vergeben, 2010 folgte ein Nachwuchspreis. Beide Preise sind mit 5.000 Euro dotiert. Seit 2011 wird der mit 3.000 Euro dotierte Spezialpreis vergeben.

## Preisträger

### Hauptpreis
- 2002: Goran Paskaljević für How Harry became a Tree
- 2003: Marceline Loridan-Ivens für Birkenau und Rosenfeld (Ehrenpreis an Anouk Aimée)
- 2004: Volker Schlöndorff für Der neunte Tag
- 2005: Marc Rothemund für Sophie Scholl – Die letzten Tage
- 2006: Florian Henckel von Donnersmarck und Ulrich Mühe für Das Leben der Anderen
- 2007: Marco Kreuzpaintner und Kevin Kline für Trade – Willkommen in Amerika
- 2008: Marie Noëlle und Peter Sehr für Die Frau des Anarchisten
- 2009: Hans-Christian Schmid für Sturm[1]
- 2010: Jasmila Žbanić für Zwischen uns das Paradies (Na Putu)
- 2011: Susanne Bier für In einer besseren Welt
- 2012: Icíar Bollaín für Und dann der Regen (También la lluvia)
- 2013: Mira Nair für The Reluctant Fundamentalist[2]
- 2014: Justin Chadwick für Mandela – Der lange Weg zur Freiheit
- 2015: Oliver Hirschbiegel für Elser – Er hätte die Welt verändert (national); Abderrahmane Sissako für Timbuktu (international)
- 2016: Tobias Lindholm für A War (international); Kai Wessel für Nebel im August (national)
- 2017: Aki Kaurismäki für Die andere Seite der Hoffnung (international); Simon Verhoeven für Willkommen bei den Hartmanns (national)
- 2018: Ziad Doueiri für Der Affront (international); Lars Kraume für Das schweigende Klassenzimmer (national)[3]
- 2019: Nadine Labaki für Capernaum – Stadt der Hoffnung (international); Michael Herbig für Ballon (national)
- 2020: Ladj Ly für Die Wütenden – Les Misérables (international); Jonathan Jakubowicz für Resistance – Widerstand (national)
- 2021: Kaouther Ben Hania für Der Mann, der seine Haut verkaufte (international); Philipp Stölzl für Schachnovelle (national)[4]
- 2022: Catherine Corsini für In den besten Händen (international); Andreas Dresen für Rabiye Kurnaz gegen George W. Bush (national)[5]
- 2023: Romain Gavras für Athena (international); Kilian Riedhof für Meinen Hass bekommt ihr nicht (national)[6]
- 2024: Jonathan Glazer  für The Zone of Interest (international); Julia von Heinz für Treasure – Familie ist ein fremdes Land (national)[7]
- 2025: Mohammad Rasoulof für Die Saat des heiligen Feigenbaums (international); Tim Fehlbaum für September 5[8]

### Nachwuchspreis
- 2010: Philip Koch für Picco
- 2011: Yasemin Şamdereli für Almanya – Willkommen in Deutschland und Maggie Peren für Die Farbe des Ozeans
- 2012: Michaela Kezele für Die Brücke am Ibar (My Beautiful Country)
- 2013: Daniel Harrich für Der Blinde Fleck
- 2014: Rick Ostermann für Wolfskinder (national); Yann Demange für 71 (international)
- 2015: Burhan Qurbani für Wir sind jung. Wir sind stark.
- 2016: Deniz Gamze Ergüven für Mustang
- 2017: nicht vergeben
- 2018: Katja Benrath für Watu Wote – All of us[3]
- 2019–2020: nicht vergeben
- 2021: Jan Philipp Weyl für Running Against The Wind
- 2022: nicht vergeben
- 2025: Constanze Klaue für Mit der Faust in die Welt schlagen

### Schauspielerpreis
- 2009: Ulrich Tukur für John Rabe[1]
- 2010: Sibel Kekilli für Die Fremde
- 2011: nicht vergeben
- 2012: Zrinka Cvitešić für Die Brücke am Ibar (My Beautiful Country)
- 2013: Riz Ahmed für The Reluctant Fundamentalist[9]
- 2014: nicht vergeben
- 2015: nicht vergeben
- 2016: Burghart Klaußner für Der Staat gegen Fritz Bauer
- 2017: Julia Vysotskaya für Paradies
- 2018–2022: nicht vergeben
- 2024: Christian Friedel für The Zone of Interest

### Ehrenpreis
- 2011: Maximilian Schell
- 2012: Michael Verhoeven
- 2014: Klaus Maria Brandauer
- 2017: Andrei Kontschalowski
- 2018–2020: nicht vergeben
- 2021: Senta Berger
- 2022: nicht vergeben

### Spezialpreis
- 2011: Projekt Cinema Jenin
- 2012: nicht vergeben
- 2013: Haifaa Al Mansour für Das Mädchen Wadjda
- 2014: nicht vergeben
- 2015: Klaus Härö für Die Kinder des Fechters
- 2016: Gianfranco Rosi für Seefeuer
- 2017: nicht vergeben
- 2018: Feras Fayyad für Die letzten Männer von Aleppo[3]
- 2019: Talal Derki für Of Fathers and Sons – Die Kinder des Kalifats
- 2020–2021: nicht vergeben
- 2022: Maryna Er Horbatsch für Klondike[5]
- 2023: Steffi Niederzoll für Sieben Winter in Teheran
- 2024: Mstyslav Chernov für 20 Tage in Mariupol
- 2025: Nawi: Dear Future Me[8]